# 明松功
明松 功（かがり いさお、1971年2月25日 - ）は、日本のテレビプロデューサー。
フジテレビ元社員。最終所属は営業局首都圏営業センターローカル営業部企画担当部長。
愛称は「カガリP」「ガリタ」。

## 来歴
大阪府泉南郡岬町出身。4歳の頃から少年野球をする。神戸大学工学部環境計画学科を卒業した。大学時代は兄の影響でアメリカンフットボール部（神戸大学レイバンズ）に所属し、関西代表選手で出場経験もある。アメフト部の後輩に同局の出口敬生がいる。
1995年フジテレビ入社。自身の希望していた編成制作局バラエティ制作部に所属し、『HEY!HEY!HEY! MUSIC CHAMP』などを担当した。
2000年にアシスタントディレクターとして関わっていた『めちゃ²イケてるッ!』での企画「どっちのADショー」にて1年後輩の中嶋優一に勝利しディレクターに昇進した。
2010年には『フジ算』にて初めてプロデューサーを務める。2011年には先に昇格していた中嶋の後任として『めちゃイケ』のプロデューサーに昇格した。
2015年頃からはバラエティー制作センター副部長・チーフプロデューサーに昇進した。
2016年6月28日付で営業局へ異動し、制作現場を離れる。首都圏営業センターローカル営業部長に昇進した。
2018年、営業局所属ながら広告脚本を手がけた『突然コマーシャルドラマ』で、ACC賞メディアクリエイティブ部門ブロンズ賞を受賞した。
2022年、50歳以上を対象とした早期退職制度に応募していたことが分かった。
2022年4月、電通の中尾孝年と組んで合同会社KAZA2NAを設立した。

## 人物
『めちゃイケ』においては「ガリタさん」や「カガリD」という名前で出演していたことがある。

## 過去の担当番組

### チーフプロデューサー
レギュラー
- めちゃ×2イケてるッ!（以前はディレクター）
- サタデー・ナイト・ライブ JPN（第5回・第6回およびCS版、以前はプロデューサー）
- ロケットライブ
- バチバチエレキテる

特番
- カスペ!・親バカ特番 芸能人パパ大集合!ウチの子が一番カワイイよ決定戦
- そんなバカなマン
- なんかいみちゃうTV

### プロデューサー
レギュラー
- フジ算
- ピカルの定理（1stシーズン - 2ndシーズン前期、2ndシーズン後期は監修を担当）

特番
- 初詣!爆笑ヒットパレード

### AD・ディレクター
レギュラー
- HEY!HEY!HEY! MUSIC CHAMP
- 新しい波8
- はねるのトびら
- 本能のハイキック!
- 森田一義アワー 笑っていいとも!

特番
- 疾風怒涛!FNSの日スーパースペシャルXI 真夏の27時間ぶっ通しカーニバル 〜REBORN〜（1997年、制作進行を担当）
- 笑っていいとも!特大号（2003年・2004年）
- 笑っていいとも!春・秋の祭典スペシャル（2003年秋 - 2005年秋）

#### その他
- 名探偵コジン〜突然コマーシャルドラマ〜（2018年6月21日、フジテレビ）- 統括・広告脚本・企画[7]
- ザ・リアリティ・ショー〜突然コマーシャルドラマ2〜（2019年4月20日、フジテレビ）- 統括・広告脚本・プロモート[8]

### 出演
- サザエさん アニメ＆ドラマで2時間半SP - ガリタさんとして出演。エンドロールでは本名の明松功名義でクレジットされていた[9]。
- リリカルドールハウス Presents ガリタのはじめてラジオ（朝日放送ラジオ、2023年10月7日 - ）